# Vélo-Club La Pomme Marseille/Saison 2011
Dieser Artikel listet Erfolge und Mannschaft des Radsportteams Vélo-Club La Pomme Marseille in der Saison 2011 auf.

## Erfolge in der Asia Tour
| Datum       | Rennen                   | Kat. | Fahrer       |
| ----------- | ------------------------ | ---- | ------------ |
| 20. Oktober | 1. Etappe Tour of Hainan | 2.HC | Justin Jules |

## Erfolge in der Europe Tour
| Datum       | Rennen                          | Kat. | Fahrer              |
| ----------- | ------------------------------- | ---- | ------------------- |
| 20. Februar | 2. Etappe Tour du Haut Var      | 2.1  | Julien Antomarchi   |
| 10. April   | 3. Etappe Circuit des Ardennes  | 2.2  | Benjamin Giraud     |
| 11. Juni    | 3. Etappe Volta ao Alentejo     | 2.2  | Evaldas Šiškevičius |
| 9.–12. Juni | Gesamtwertung Volta ao Alentejo | 2.2  | Evaldas Šiškevičius |

## Mannschaft
| Name                               | Geburtstag         | Nationalität | Team 2010                   |
| ---------------------------------- | ------------------ | ------------ | --------------------------- |
| Julien Antomarchi                  | 16. Mai 1984       | Frankreich   | VC La Pomme Marseille       |
| Rihards Bartuševičs (ab 1. August) | 23. November 1990  | Lettland     | Neoprofi                    |
| Indulis Bekmanis (ab 1. August)    | 21. Februar 1989   | Lettland     | ISD Continental Team        |
| Yohan Cauquil                      | 4. März 1985       | Frankreich   | Cycling Club Bourgas (2009) |
| Jurģis Celmiņš (bis 31. Juli)      | 4. September 1991  | Lettland     | Neoprofi                    |
| Mathieu Delarozière                | 29. Juni 1985      | Frankreich   | VC La Pomme Marseille       |
| Daniel Díaz                        | 7. Juli 1989       | Argentinien  | Neoprofi                    |
| Toms Flaksis                       | 1. Juni 1988       | Lettland     | Neoprofi                    |
| Benjamin Giraud                    | 23. Januar 1986    | Frankreich   | Neoprofi                    |
| Eduardo Gonzalo                    | 25. August 1983    | Spanien      | Bretagne-Schuller           |
| Justin Jules                       | 20. September 1986 | Frankreich   | Neoprofi                    |
| Kaspars Kupriss (bis 31. Juli)     | 15. November 1987  | Lettland     | Neoprofi                    |
| Aleksandrs Kurbatskis              | 22. März 1992      | Lettland     | Neoprofi                    |
| Uldins Ozoliņš (bis 31. Juli)      | 16. Februar 1988   | Lettland     | Neoprofi                    |
| Jānis Rubiks (bis 31. Juli)        | 30. Juni 1987      | Lettland     | Neoprofi                    |
| Evaldas Šiškevičius                | 30. Dezember 1988  | Litauen      | VC La Pomme Marseille       |
| Raivis Skujinš                     | 26. März 1991      | Lettland     | Neoprofi                    |
| Toms Skujinš                       | 15. Juni 1991      | Lettland     | Neoprofi                    |
| Jānis Stonis                       | 24. Januar 1992    | Lettland     | Neoprofi                    |
| Thomas Vaubourzeix                 | 16. Juni 1989      | Frankreich   | VC La Pomme Marseille       |
| Henrijs Vimba (bis 31. Juli)       | 25. September 1992 | Lettland     | Neoprofi                    |
| Stagiaires                         | Stagiaires         | Nationalität | Nationalität                |
| Anthony Perez                      | Anthony Perez      | Frankreich   |                             |
| Grégoire Tarride                   | Grégoire Tarride   | Frankreich   |                             |

## Platzierungen in UCI-Ranglisten
UCI Asia Tour 2011
|      | Fahrer       | Punkte |
| ---- | ------------ | ------ |
| 256. | Justin Jules | 7      |

UCI Europe Tour 2011
|      | Fahrer              | Punkte |
| ---- | ------------------- | ------ |
| 51.  | Julien Antomarchi   | 186    |
| 155. | Evaldas Šiškevičius | 96     |
| 249. | Toms Skujinš        | 62     |
| 255. | Yohan Cauquil       | 61     |
| 280. | Benjamin Giraud     | 56     |
| 320. | Justin Jules        | 49     |
| 560. | Daniel Díaz         | 24     |
| 868. | Thomas Vaubourzeix  | 9      |